# Prononciation anglaise des langues étrangères
La liste ci-dessous regroupe certaines prononciations couramment employées par les locuteurs anglophones lorsqu’ils parlent une langue étrangère. La plupart de ces prononciations sont liées au transfert des règles phonologiques de l’anglais vers la langue parlée, ainsi qu’aux différences grammaticales et syntaxiques qu’ils rencontrent.
Cet article fait référence à des prononciations répertoriées dans l’alphabet phonétique international. Consultez les pages Aide:Alphabet phonétique international et Aide:Alphabet phonétique français pour plus de détails.

## Espéranto
- Les locuteurs anglophones ont tendance à assimiler les /m/ à des [ɱ] devant des /f/ ou des /v/, ce qui n’est pas censé se produire dans l’espéranto « classique »[1]. Cependant, Zamenhof lui-même ayant relevé des assimilations de ce genre, la question de savoir s’il s’agit ou non d’erreurs reste ouverte.
- Les locuteurs ont tendance à prononcer les /ɛ/ comme des [eɪ], que l’on retrouve dans la voyelle de « pay »[2].
- Les locuteurs ont tendance à faire une réduction vocalique sur les voyelles non accentuées[3].
- Les locuteurs ont tendance à prononcer les /x/ comme des [k] ou ont de grandes difficultés à les prononcer. Ces difficultés expliquent le remplacement progressif des ‹ ĥ › par les ‹ k ›[4].
- Les locuteurs ont tendance à prononcer les consonnes rhotiques comme des [ɹ] plutôt que comme des consonnes roulées alvéolaires voisées. Les locuteurs ne possédant pas d’accent rhotique ont tendance à ne pas prononcer les « r » en fin de mot ou avant des consonnes[5].
- D’autres difficultés de prononciation existent, et sont liées aux prononciations des digrammes écrits. Le digramme ‹ sc › représente /st͡s/, bien que les locuteurs puissent le remplacer par [s] ou [sk]. Le digramme ‹ kn › représente /kn/, mais il arrive que le /k/ ne soit pas prononcé. Le ‹ g › du digramme ‹ ng › est toujours prononcé[6].

## Français
La plupart des anglophones ont des difficultés à reproduire la consonne fricative uvulaire voisée [ʁ] que l’on retrouve par exemple dans le mot français rouge et la remplacent fréquemment par un [ɹ] alvéolaire approximatif ou une consonne roulée alvéolaire voisée [r].
Les sons des voyelles posent également des problèmes aux anglophones :
- La plupart des anglophones rencontrent des difficultés pour différencier la voyelle fermée antérieure arrondie [y] que l’on retrouve dans le mot français puce [pys] et qui n’existe pas dans la plupart des dialectes anglais, ainsi que la voyelle fermée postérieure arrondie [u] que l’on retrouve dans le mot pouce [pus]. Cette distinction est importante car plusieurs mots tels que puce, pouce ou rousse [ʁus] et russe [ʁys] ne sont différenciés que par le son des voyelles qui les composent. La plupart des locuteurs anglophones ont tendance à assimiler les [y] aux [u], voire à les rapprocher des [ʉ].

## Allemand
Plusieurs voyelles allemandes posent problème aux locuteurs anglophones :
- L’une des plus difficiles est le /eː/ allemand, car il se prononce de façon bien plus antérieure que dans les variantes de l’anglais standard, de telle sorte que les locuteurs prononcent parfois le mot allemand Geht de la même manière que le mot anglais gate.
- Les voyelles antérieures arrondies /øː/, /œ/, /yː/, et /ʏ/ n’existent pas dans l’anglais standard. Les deux premières (qui s’écrivent habituellement ö en allemand) sont souvent apprises aux locuteurs anglophones comme similaires au son anglais "er", qui peut, selon le dialecte du locuteur, se prononcer [ɜ], [ɜ˞], ou [ə˞]. De même, les locuteurs anglophones prononcent souvent les voyelles fermées /yː/ et /ʏ/ (écrites ü) de cette manière :ju. Par ailleurs, les voyelles brèves /œ/ et /ʏ/ peuvent parfois être prononcées /ʌ/ ou /ʊ/.
- Le /a/ allemand est très proche du a tel qu’il est prononcé au centre et au nord de l’Angleterre. Hall (2003) suggère que la voyelle présente dans le hut de l’anglais du sud de la Grande-Bretagne est celle qui s’en rapproche le plus.
- Les locuteurs anglophones ont également des difficultés avec les deux sons représentés par ch ([x] et [ç]) en allemand, et particulièrement avec le second. Les deux sont souvent remplacés par le [k], même si le [ç] est également fréquemment remplacé par un [ʃ]. Les locuteurs rencontrent par ailleurs des difficultés avec le « r » uvulaire que l’on retrouve dans la plupart des dialectes allemands[8][réf. à confirmer].

## Chinois mandarin
- Les locuteurs anglophones rencontrent des difficultés avec les quatre tons lexicaux du chinois mandarin[9].
- Certaines consonnes peuvent être confondues, par exemple les q avec les ch, les x avec les sh et les j avec les zh (par exemple :jiao et zhao).
- Certaines consonnes occlusives telles le b, le d et le g sont parfois mal prononcées, car les consonnes occlusives n’existent pas en début de syllabe en anglais. Heureusement, ce phénomène n’altère généralement pas la compréhension.

## Russe
- Certains locuteurs ont des difficultés à prononcer les [r] roulés que l’on rencontre dans le russe, et plus particulièrement le [rʲ] palatalisé puisqu’aucun de ces sons n’existe en anglais[10].
  - Les locuteurs non-rhotiques, même lorsqu’ils ont appris à prononcer le « r » roulé, sont susceptibles d’omettre les /r/ présents dans certains mots russes comme удар [uˈdar] ('coup') et горка [ˈɡorkə] ('butte').
- Selon le dialecte des locuteurs, ceux-ci peuvent avoir des difficultés à prononcer les « l sombres » /ɫ/ (soit un /l/ vélarisé, qui contraste avec le /lʲ/ palatalisé) lorsque rencontrés dans des éléments différents de la coda syllabique[11].
- Difficultés avec les voyelles russes :
  - La majorité des locuteurs anglophones n’emploient pas le [ɨ] (bien que ce soit un allophone présent dans certains dialectes) et ceux-ci ne sont généralement pas capables de reproduire ce son[12]. Ils prononcent parfois un [ɪ] ou un [wiː] à la place.
  - Les locuteurs remplacent parfois les /e/ par la diphtongue présente dans day, prononçant par exemple [ˈdeɪlə] au lieu de /ˈdʲelə/ дело ('affaire')[13].
  - Les locuteurs sont susceptibles de faire une diphtongue du /u/, prononçant ainsi сижу /sʲɪˈʐu/ ('Je m’assois') comme [sɪˈʒʊu]. Certains d’entre eux le rapprocheront du [ʉ][14].
  - Les locuteurs sont également susceptibles de faire une diphtongue similaire avec les /i/, tout particulièrement lorsqu’ils sont présents dans des syllabes ouvertes[15].
  - Les locuteurs peuvent rencontrer des difficultés avec les /o/ russes, les prononçant soit [ɔ], soit [oʊ][16].
  - Il arrive que les locuteurs ne ferment pas assez le second élément des diphtongues russes, les rapprochant ainsi des diphtongues anglaises (exemples : [druzʲeɪ] pour [druzʲej]), ou une prononciation trop longue[17].).
  - Les locuteurs prononcent parfois les /a/ comme des [æ], notamment dans la syllabe fermée так ('donc') et le [ɑ] dans la syllabe ouverte два ('deux')[18].
- Les locuteurs peuvent parfois rencontrer des difficultés avec le système d’apophonie accentuelle en russe ainsi qu’avec d’autres voyelles allophones.
  - Oublier de changer le « o » final d’un mot en /ə/ et le prononcer [oʊ].
  - Tendance à inverser la distribution des [ɐ] et des [ə]. Les locuteurs anglophones ont tendance à prononcer [ə] en position pré-tonique, là où le [ɐ] est attendu en russe, alors qu’ils prononcent [ɐ] en position pré-tonique, là où l’on trouve des [ə]. De ce fait, les locuteurs vont parfois prononcer голова ('tête') [ɡɐləˈva] au lieu de [ɡəlɐˈva], et сторона ('côté') [stɐrəˈna] au lieu de [stərɐˈna][19].
- En russe, rien n’indique l’accentuation correcte. Chaque locuteur doit mémoriser la position des accents primaires et secondaires de chaque mot, ce qui le rend susceptible de faire des fautes[20].
- Les locuteurs ont tendance à ne pas réussir à géminer les doubles consonnes[21].